# Mulberry (Alabama, Autauga megye)
Mulberry önkormányzat nélküli település az USA Alabama államában, Autauga megyében.  .